# Список замков Ангуса
Ниже представлен список замков в округе Ангус, Шотландия.
| Название                                         | Тип                                 | Дата постройки | Состояние     | Изображение | Владение                           | Примечания |
| ------------------------------------------------ | ----------------------------------- | -------------- | ------------- | ----------- | ---------------------------------- | --- |
| Замок Аффлек (англ. Affleck Castle)              | рыцарская башня                     | после 1471     | сохранился    |             | частная собственность              | Построен на землях Окинлеков, принадлежавших им с 1471 года. Замок необитаем с 1760 года, когда был построен новый особняк. Открыт для публики. |
| Замок Эрли (англ. Airlie Castle)                 | особняк                             | 1793           | сохранился    |             | частная собственность              | Оригинальный замок был построен в прибл. 1432 году; сгорел в 1640 году. Руины включены в новое здание, сохранившееся до сих пор. Особняк и конюшни охраняются государством. Частная резиденция. Рисунок 1897 года.                                                                   |
| Замок Альдбар (англ. Aldbar Castle)              | рыцарская башня                     | 1580           | не сохранился |             |                                    | В 1575 году семья Краммонд продала имение Джону Лайону, 8-му лорду Глэмис. Замок построил его сын сэр Томас Лайон (ум. 1608), казначей Шотландии в 1585—1595 годах. Впоследствии во владении Синклеров, Янгов и Чалмерсов. Снесён в 1965 году.                                       |
| Замок Очтерхаус (англ. Auchterhouse Castle)      | замок                               | XIII в.        | перестроен    |             | частная собственность              | Изначально во владении клана Рамсей. Перешёл в собственность Джеймса Эрскина, 7-го графа Бьюкен (ум. 1664), который, вероятно, построил рыцарскую башню на основе средневекового замка. Ныне гостиница.                                                                              |
| Замок Байки (англ. Baikie Castle)                | замок                               | XIII в.        | не сохранился |             |                                    | Принадлежал клану Фентон до XVI века, затем Лайонам, лордам Глэмис. К XIX веку от замка не осталось даже руин. |
| Замок Балкрейг (англ. Balcraig Castle)           | замок                               | ок. 1317       | не сохранился |             |                                    | В 1317 году земли дарованы Уильяму Олифанту (ум. 1329) за заслуги перед Робертом Брюсом. Заброшен в 1575 году после возведения замка Хаттон. В 1884 году ещё были видны каменные фрагменты.                                                                                          |
| Замок Бальфур (англ. Balfour Castle)             | особняк в стиле шотландских баронов | XVI в.         | перестроен    |             | частная собственность              | От оригинального строения сохранилась только шестиэтажная круглая башня. Прибл. в 1845 году на основе руин был построен фермерский дом. |
| Замок Балинтор (англ. Balintore Castle)          | особняк в стиле шотландских баронов | 1859           | сохранился    |             | частная собственность              | Включает остатки рыцарской башни XVI в. Спроектирован архитектором Уильямом Берном для парламентария Дэвида Лайона (1794—1872). Заброшен в 1960-е годы из-за сухой гнили. Выкуплен Советом округа Ангуса; реконструирован.                                                           |
| Замок Балламби (англ. Ballumbie Castle)          | замок                               | 1545           | руины         |             | частная собственность              | Построен семьёй Лоуэлл. В XVII веке перешёл к Молам (с 1646 графы Панмур). Лежал в руинах к 1682 году. Доступ закрыт по соображениям безопасности. В 1810 году рядом построен Балламби-хаус.                                                                                         |
| Замок Брайки (англ. Braikie Castle)              | рыцарская башня                     | 1581           | руины         |             |                                    | Построен Томасом Фрейзером из Киннелла, предполагаемом бастарде 4-го лорда Ловат. К середине XVII века перешёл к семье Грей, затем к Огилви, а в 1742 году — к Уильяму Молу, 1-му графу Панмур (ум. 1782). Прибл. в 1960 году обвалилась крыша.                                      |
| Замок Брикин (англ. Brechin Castle)              | особняк                             | 1709           | перестроен    |             | Граф Далхаузи                      | Первоначальный замок построен в XIII веке кланом Рамсей. Перестроен в 1696—1709 годах для Джеймса Мола, 4-го графа Панмур (ум. 1723). В 1782 году унаследован Уильямом Рамсей-Молом, 1-м бароном Панмур (ум. 1852). С начала XX века резиденция графа Далхаузи и вождя клана Рамсей. |
| Замок Карестон (англ. Careston Castle)           | рыцарская башня                     | ок. 1582       | сохранился    |             | частная собственность              | Построен на месте более раннего замка сэром Генри Линдси, с 1620 года графом Кроуфорд. Сменил несколько владельцев, в 1871 году куплен Джоном Адамсоном, сыном владельца китобойного судна. В 2021 году выставлен на продажу Адамсонами.                                             |
| Замок Карнеги (англ. Carnegie Castle)            | замок                               | XVI в.         | не сохранился |             |                                    | Во владении клана Карнеги в XV—XVIII веках. |
| Замок Коллистон (англ. Colliston Castle)         | рыцарская башня                     | 1583           | сохранился    |             | частная собственность              | До 1544 года земли принадлежали Арбротскому аббатству. Расширен в XVIII и XIX веках. Сдаётся в аренду для мероприятий. |
| Замок Кортахи (англ. Cortachy Castle)            | особняк в виде замка                | XV в.          | перестроен    |             | Граф Эйрли                         | Изначально в собственности графа Стратерн, с 1473 года — клана Огилви. Много раз перестраивался, особенно после пожара 1883 года. |
| Замок Коул (англ. Coull Castle)                  | замок                               | XIII в.        | руины         |             |                                    | Построен Дурвардами, оплот баронства О’Нил. В середине XVI века был в хорошем состоянии, к первой половине XVII века лежал в руинах. |
| Замок Эдзел (англ. Edzell Castle)                | замок                               | ок. 1520       | руины         |             | Агентство «Историческая Шотландия» | Строительство начато Дэвидом Линдси, 9-м графом Кроуфорд и продолжено его старшим сыном. В 1715 году продан и через какое-то время перешёл к графу Далхаузи. В 1930-е годы передан государству.                                                                                      |
| Замок Эти (англ. Ethie Castle)                   | замок                               | ок. 1300       | восстановлен  |             | Клан Форсайт                       | Построен монахами Арбротского аббатства. Во владении сначала клана Максвелл, затем кардинала Дэвида Битона (до 1546 года), и, наконец, графа Нортеск (в 1665—1927 годах). Ныне родовое гнездо клана Форсайт.                                                                         |
| Замок Фарнелл (англ. Farnell Castle)             | рыцарская башня                     | конец XVI в.   | руины         |             |                                    | На месте более раннего замка. Изначально резиденция епископа Брикина, в частном владении графа Кроуфорд и графа Саутеск. |
| Замок Финавон (англ. Finavon Castle)             | особняк в стиле шотландских баронов | 1865           | сохранился    |             | частная собственность              | Рядом руины одноимённого замка начала XVII века, построенного Дэвидом Линдси, 11-м графом Кроуфорд. В 1625 году продан, сменил несколько владельцев. Особняк построен вождём клана Гардин. Частная резиденция его потомков.                                                          |
| Замок Форфар (англ. Forfar Castle)               | замок                               | XI в.          | не сохранился |             |                                    | Активно участвовал в войнах Роберта Брюса. Заброшен в 1330-х годах. |
| Замок Гардин (англ. Gardyne Castle)              | рыцарская башня                     | 1568           | перестроен    |             | частная собственность              | Построен кланом Гардин. Много раз перестраивался и расширялся. Ныне частная резиденция. |
| Замок Глэмис (англ. Glamis Castle)               | замок                               | ок. 1372       | перестроен    |             | Граф Стратмор и Кингхорн           | Родовое гнездо клан Лайон с XIV века. Перестроен в стиле шотландских баронов во второй половине XVII века. Здесь выросла королева Елизавета, королева-мать и родилась Маргарет, принцесса Великобритании.                                                                            |
| Замок Гатри (англ. Guthrie Castle)               | рыцарская башня                     | 1468           | перестроен    |             | частная собственность              | Возведён сэром Дэвидом Гатри (1435—1500), позже рядом построили дом. В 1848 году здания были объединены в особняк в стиле шотландских баронов. В собственности семьи Гатри до 1983 года. Ныне частная резиденция.                                                                    |
| Замок Хаттон (англ. Hatton Castle)               | рыцарская башня                     | 1575           | восстановлен  |             | частная собственность              | В 1317 году земли дарованы Уильяму Олифанту (ум. 1329) за заслуги перед Робертом Брюсом. Рядом находился замок Балкрейг начала XIV века, заброшенный после возведения Хаттона. Ныне частная резиденция.                                                                              |
| Замок Инвермарк (англ. Invermark Castle)         | рыцарская башня                     | 1526           | руины         |             | частная собственность              | На месте замка XIV века; принадлежал Линдси из Кроуфорда. Предназначался для борьбы с горными мародёрами. Заброшен в 1803 году. |
| Замок Инверкахарити (англ. Inverquharity Castle) | рыцарская башня                     | 1440-е         | восстановлен  |             | частная собственность              | Клан Огилви получил земли ок. 1420 года. В XVIII веке 5-й баронет Огилви продал замок. Заброшен до 1960-х годов, затем восстановлен. Ныне частная резиденция. |
| Замок Киннэрд (англ. Kinnaird Castle)            | особняк в стиле шотландских баронов | 1855           | восстановлен  |             | Граф Саутеск                       | На этом месте был замок, построенный кланом Карнеги в начале XV века; перестроен в 1791, а затем в 1855 году. В 1921 году сгорел и был восстановлен. |
| Замок Мелгунд (англ. Melgund Castle)             | рыцарская башня                     | до 1525        | восстановлен  |             | частная собственность              | Резиденция любовницы кардинала Дэвида Битона Марион Огилви (ок. 1495—1575) и их совместных детей. Позже замок перешёл к графам Минто по браку. Продан в 1990 году. Ныне частная резиденция.                                                                                          |
| Замок Монтроз (англ. Montrose Castle)            | мотт и бейли                        | XII в.         | не сохранился |             |                                    | Королевский замок Давида I. Разрушен Уильямом Уоллесом в 1297 году. |
| Редкасл (англ. Red Castle)                       | рыцарская башня                     | XVI в.         | руины         |             |                                    | Более ранний замок на этом месте построил Вильгельм I Лев. Принадлежал Уолтеру де Баркли, после Инграму де Баллиолу, а с 1328 года — Хью, графу Росс. С конца XVI века в упадке. |